# Сурьярвь
Сурьярвь, Большое — пресноводное озеро на территории Оштинского сельского поселения Вытегорского района Вологодской области.

## Общие сведения
Площадь озера — 0,7 км², площадь водосборного бассейна — 29,8 км². Располагается на высоте 217,1 метров над уровнем моря.
Форма озера продолговатая: оно вытянуто с юго-запада на северо-восток. Берега несильно изрезанные, преимущественно заболоченные.
Из юго-западной оконечности озера вытекает река Сарга, впадающая в Большое Кангасозеро, из которого вытекает река Нюгумуя. Последняя впадает по правому берегу в реку Чёрную, впадающую в Палозеро, из которого, в свою очередь, берёт начало река Сондала, впадающая в реку Оять, левый приток Свири.
Населённые пункты и автодороги вблизи водоёма отсутствуют.
Код объекта в государственном водном реестре — 01040100811102000015562.